# Dżabal Musa (Maroko)
Dżabal Musa (arab. ‏جبل موسى‎, fr. Jbel Musa) – góra w północnym Maroku, w regionie Tanger-Tetuan-Al-Husajma, na afrykańskim brzegu Cieśniny Gibraltarskiej. Jej wysokość to 851 m. Razem ze Skałą Gibraltarską tworzy mityczne Słupy Heraklesa (czasami status ten przypisywany jest jednak Monte Hacho w Ceucie).